# India Today

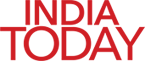
Revista Índia Hoje.

India Today é uma revista indiana semanal de notícias no idioma inglês publicada pela Living Media India Limited. É a revista mais amplamente divulgada na Índia, com um público próximo de oito milhões.

## História
A India Today foi criada em 1975 por Vidya Vilas Purie (proprietária da Thompson Press), com sua filha Madhu Trehan como editora e seu filho Aroon Purie como editor. Atualmente, a India Today também é publicada em hindi, canarês, tâmil, malaiala e telugo. O canal de notícias India Today foi lançado em 22 de maio de 2015.
Em outubro de 2017, Aroon Purie passou o controle do India Today Group para sua filha, Kallie Purie.